# بوي-تاتا
بوي-تاتا أو بوتاتا (بالإنجليزية: Boitata)‏ يرمز في الفلكور البرازيلي إلى الأفعى النارية التي تملك عيوناً نارية وهي تبقى عمياء معظم النهار ولكن في الليل تبدأ برؤية كل شيء. والاسم جاء من اللغة التوبية القديمة. وقد يلفظ الاسم بطرق مختلفة: بيوتاتا، باياتاتا، باتاتا، باتاتات، بياتاتا، موبتيات.
هناك روايتان لبوتاتا في البرازيل، فبعضهم يقول إنها أفعى نار ضخمة تعيش في الأنهار وتهاجم الحيوانات الأخرى وتمتص طاقتهم للاحتفاظ بنارها في الماء. أما الرواية الأخرى فتقول إنها مخلوق أشبه بالثور ينفث نارا من فمه، والحقيقة أن هذه النار هي روح شخص ساحر.

## الرمزية

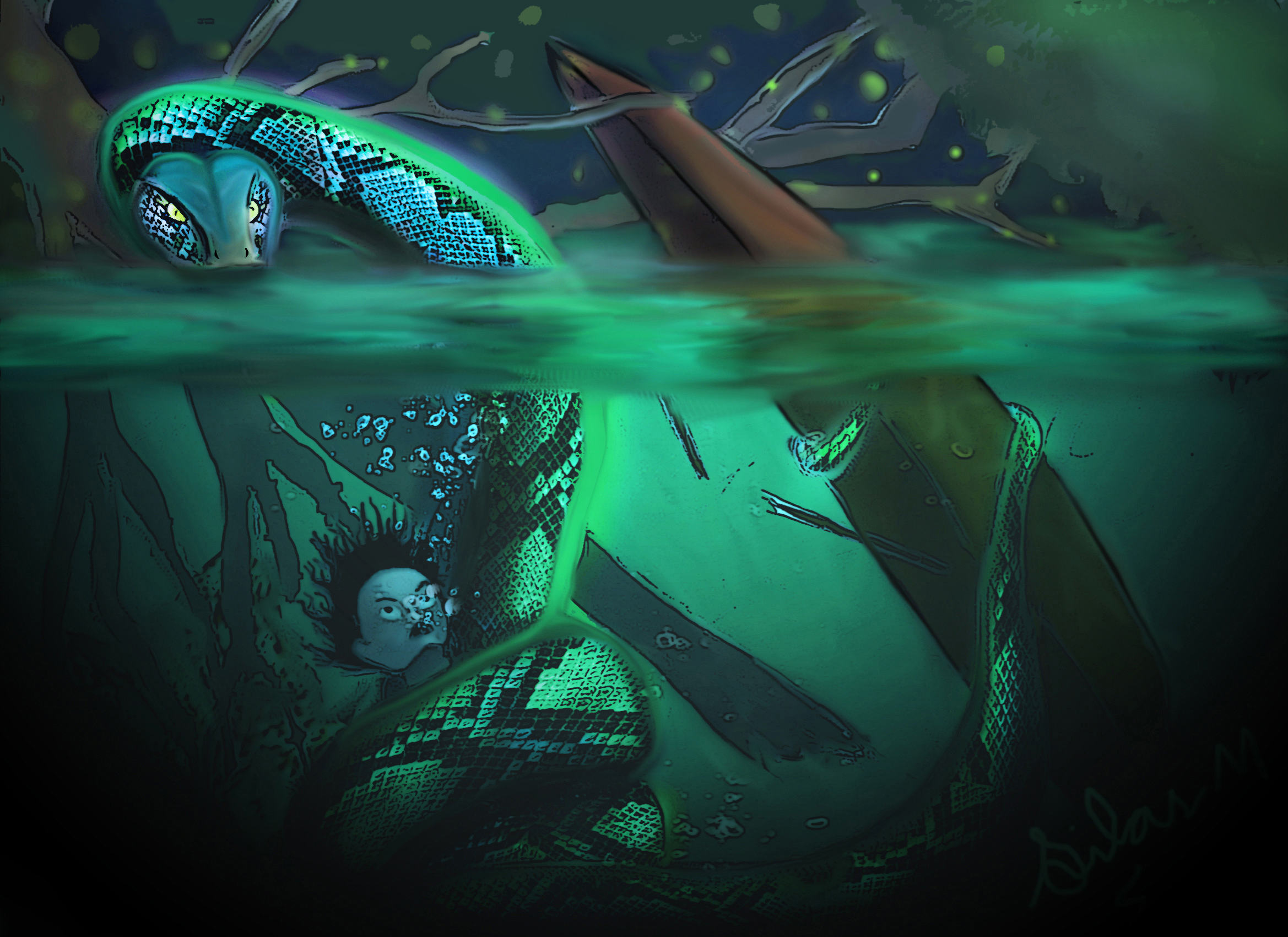
الأفعى بوتاتا

وفي الأسطورة المحلية تنجو الأفعى الكبيرة من الطوفان العظيم فتدخل كهفاً دامس الظلام، فترتاح فيه لقرون طويلة. وبهذا تكبر عيناها فتصبحان ضخمتين وناريتين.
وبعد أن تعيش حياتها كلها في الكهف، تبدأ بالبحث عن أجساد الحيوانات لتتغذى بها، وقد تهاجم أحياناً الناس والحيوانات.
لا يشبه بيوتاتا التنين، ولكنه يشبه أكثر أفعى الأناكوندا المعروفة التي تستوطن بيئتها في نهر الأمازون، والأناكوندا هي أفعى عملاقة، تدعى في اللغة المحلية: بوا، موبي، موبا.
وظاهرة بيوتاتا مشابهة لظاهرة شبح المستنقع الضوئي، والذي ينتج بسبب تسرب الغاز الطبيعي من شق في الأرض فيبدأ بالاحتراق بسبب احتكاكه بالهواء فيعطي لهيباً أزرق يراه الناس فوق المستنقعات.